# Adenanthos dobsonii
Adenanthos dobsonii (лат.) — редкий кустарник, вид рода Аденантос (Adenanthos) семейства Протейные (Proteaceae), произрастающий на юго-западе Западной Австралии. Куст высотой 0,5-1,5 м с красными или кремово-жёлтыми цветками.

## Ботаническое описание
Adenanthos dobsonii — прямостоячий кустарник высотой до 70 см с лигнотубером. Листья цельные, изредка лопастные, сидячие, обратнояйцевидные или лопатовидные, обычно 10-15 мм в длину и 4-10 мм в ширину, тупые или редко выемчатые на верхушке, с короткими и длинными прижатыми волосками, дающими серебристый блеск, с одиночной, выступающей, верхушечной дорсальной железой. Обёртывающие прицветники без железы. Околоцветник около 25 мм длиной, красный с кремовой основой или кремово-жёлтый, снаружи слегка опушённый. Столбик около 30 мм длиной, гладкий, за исключением нескольких волосков у основания; завязь опушённая. Цветёт в августе — декабре.
Родственный виду Adenanthos glabrescens, но ареал A. dobsonii ограничен квонганами к востоку от Эсперанса. A. dobsonii встречается вместе с A. cuneatus, с которым способен образовывать гибрид.

## Распространение и местообитание
A. dobsonii — эндемик Западной Австралии. Встречается к востоку от Эсперанса; часто встречается между заливом Исраэлит, Кейп-Эрид и песчаной равниной к югу от горы Рэггед. Произрастает в глубоких кремнистых песках квонгана.

## Охранный статус
Международный союз охраны природы классифицирует природоохранный статус вида как «вызывающий наименьшие опасения».